# Laguna de la Herrera
El Humedal Laguna la Herrera se encuentra ubicado en el municipio de Mosquera (Cundinamarca), a cinco kilómetros de la cabecera municipal, al sur occidente de la cuenca del río Bojacá e integra territorios de los municipios de Mosquera, Madrid y Bojacá. Tiene 3 km de largo y 1,5 de ancho, con un máximo de profundidad de dos metros y una extensión de 280 hectáreas, constituyendo el recurso hídrico natural más grande de la Sabana. Formada por una serie de depresiones comprendidas entre Serrezuela de Madrid por el norte y las lomas de Mondoñedo y Vista Hermosa, que rodean el humedal por el sur.
El entorno del humedal constituye un paisaje único donde confluyen zonas secas y de pantano; alberga especies de flora y fauna en peligro de extinción y aves migratorias procedentes de otras latitudes, constituyéndose en un ecosistema de una gran riqueza biológica.
Fue declarada Reserva Hídrica mediante Acuerdo CAR No. 23 de julio de 2006. Y, atendiendo la metodología expedida por el Ministerio de Ambiente, vivienda y Desarrollo Territorial además de ser uno de los símbolos principales del municipio de Mosquera siendo incluido en su himno municipal y convirtiéndose en su principal reserva natural.

## Toponimia
El humedal Laguna de la Herrera adquiere el nombre de «laguna» debido  la Herrera, por lo que el humedal fue bautizado con el mismo nombre.
Otra fuente afirma que en aquel entonces el señor Don Ontón Oldla dueño de la hacienda bautizó el humedal en honor a su hermana, Doña Juana de la Herrera que mucho prestigio tenía en la sabana en Bogotá en ese entonces.

## Historia

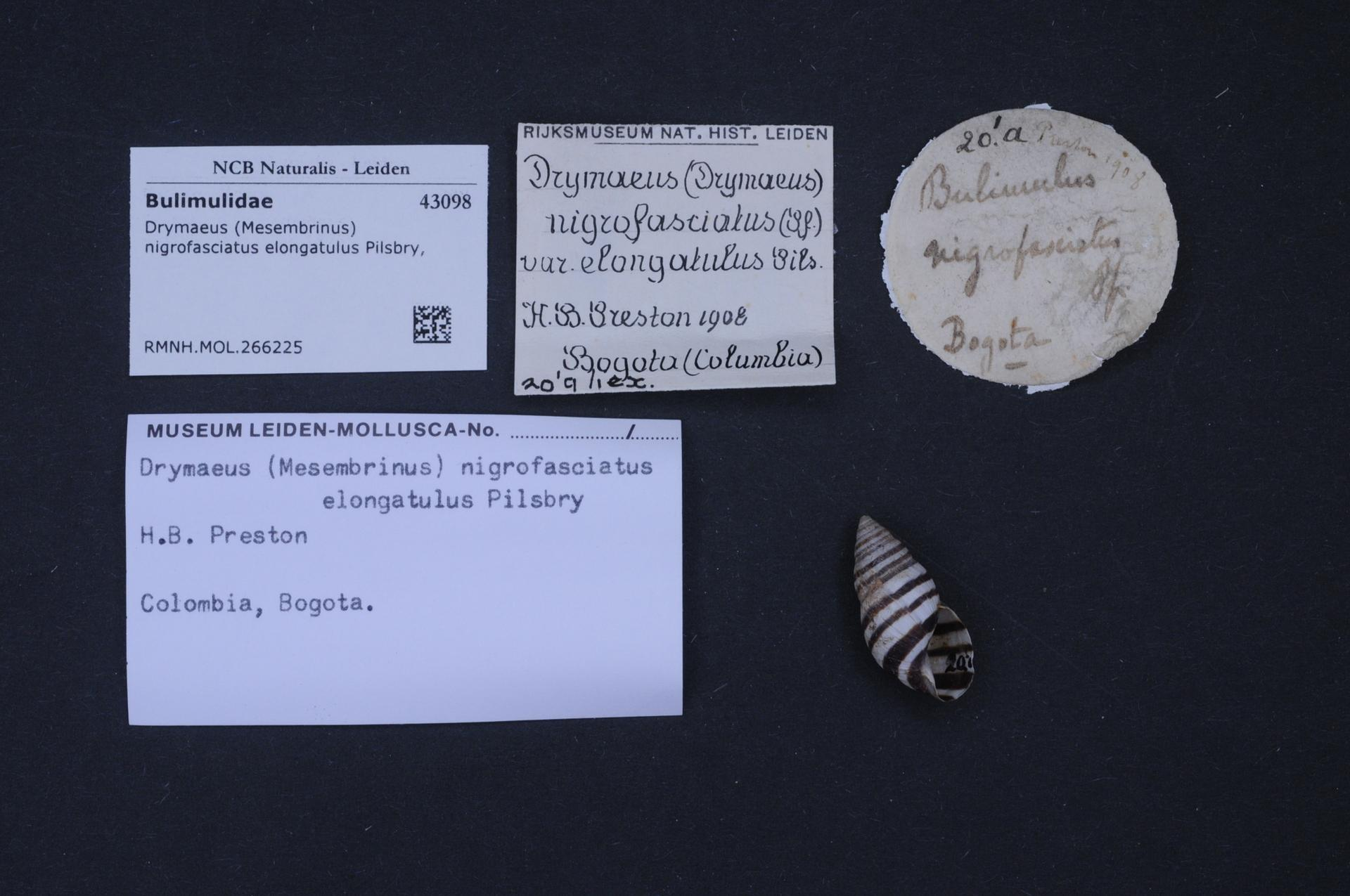
Concha de molusco descubierto en la laguna la herrera en 1898.

El humedal Laguna de la Herrera es ahora un humedal resultado de la desecación del lago Humbolt en el pleistoceno. 
Siglos atrás el humedal era un majestuoso lugar para admirar la pureza y lo salvaje de la fauna de la sabana donde abundaban peces y mamíferos y cientos de especies de aves migratorias que paraban allí para descansar y alimentarse, fue el sustento de los muisca y de los primeros humedales conocidos por los conquistadores españoles; durante la colonización la Laguna de la Herrera siempre fue un punto de ubicación para todos los que pasaban por la sabana. sin embargo con la llegada de los primeros colonizadores y los primeros habitantes de lo que hoy es Mosquera y Bogotá, el humedal se convirtió en el principal escenario para la caza deportiva reduciendo casi en un 80% la población de aves en ese entonces pero aún se pueden divisar especies en vía de extinción pasar por el humedal.
A partir de 1973 se comporta como un embalse debido a la construcción de la estructura de regulación. Recibe por el costado nororiental las aguas del río Bojacá, que es el receptor de vertimientos domésticos de los municipios de Bojacá y Facatativá, la minería ha desaparecido las montañas cercanas que proveían de agua al humedal y el crecimiento de la agricultura que usa sus aguas para el riego han sido factores que año tras año han deteriorado y generando que el humedal pierda la majestuosa imagen que mantenía por muchos años.

## Geografía
La Laguna de la Herrera está localizada en el extremo occidental de la Sabana de Bogotá, 20 kilómetros al occidente de la capital, en la vereda Balsillas de jurisdicción del municipio de Mosquera, en la transición entre el clima húmedo y subhúmedo; La región subxerófitica de la Laguna de la Herrera es un enclave que se encuentra localizado en el límite sur occidental de la Sabana de Bogotá, desde el valle bajo del río Tunjuelo hasta cerca de Bojacá con un rango latitudinal entre 2500 y 2900 metros.

## Fauna

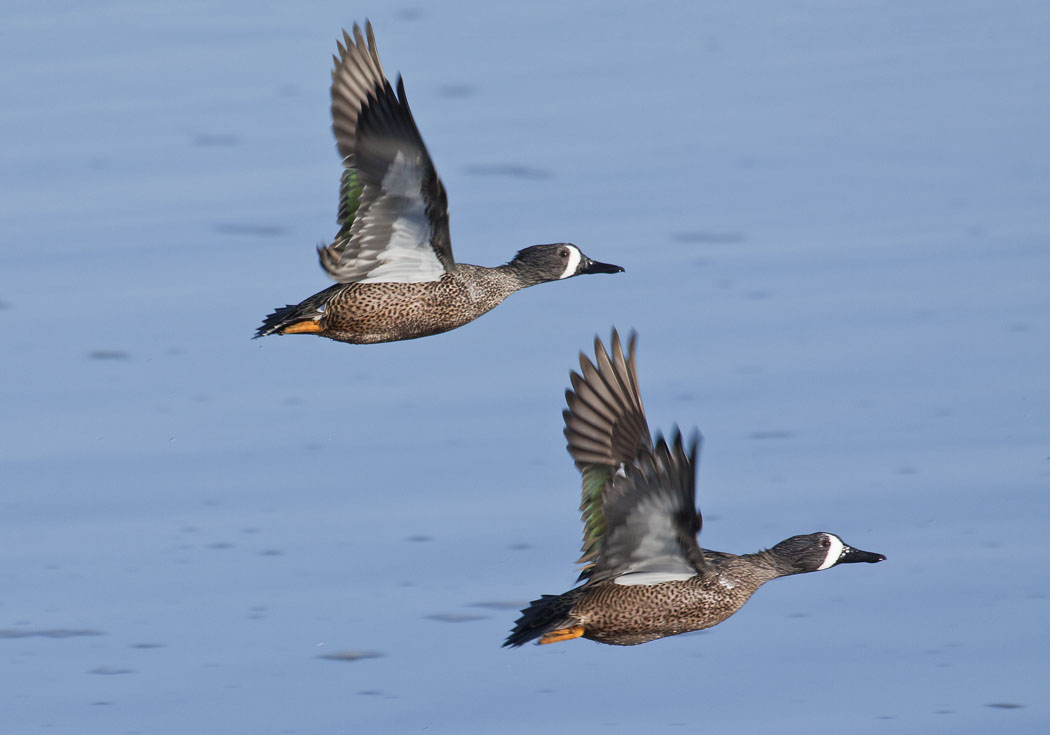
El Pato Media Luna es una de las aves migratorias que reposa en la laguna

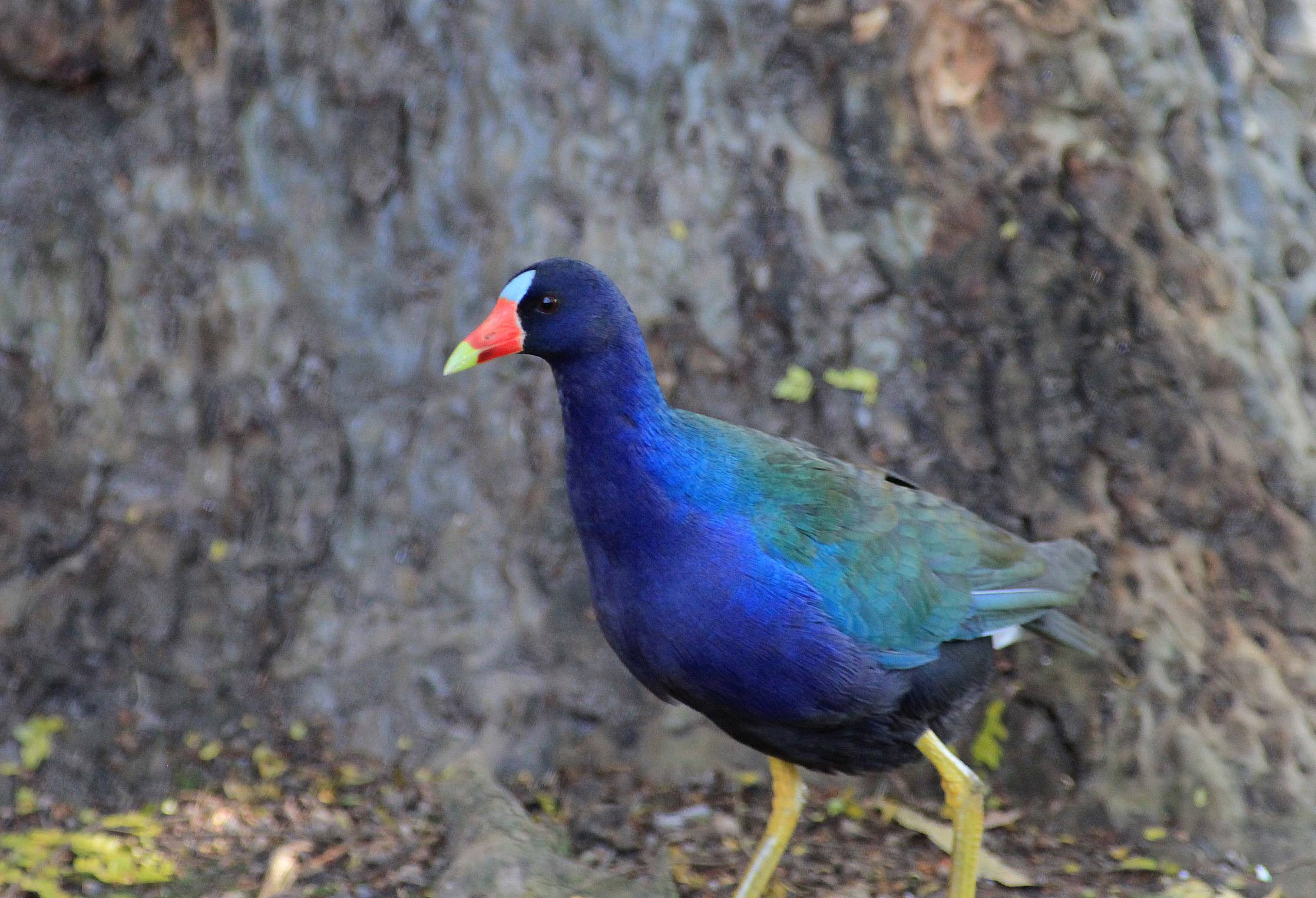
La Tingua azul es considerada un símbolo de la fauna en la sabana de Bogotá

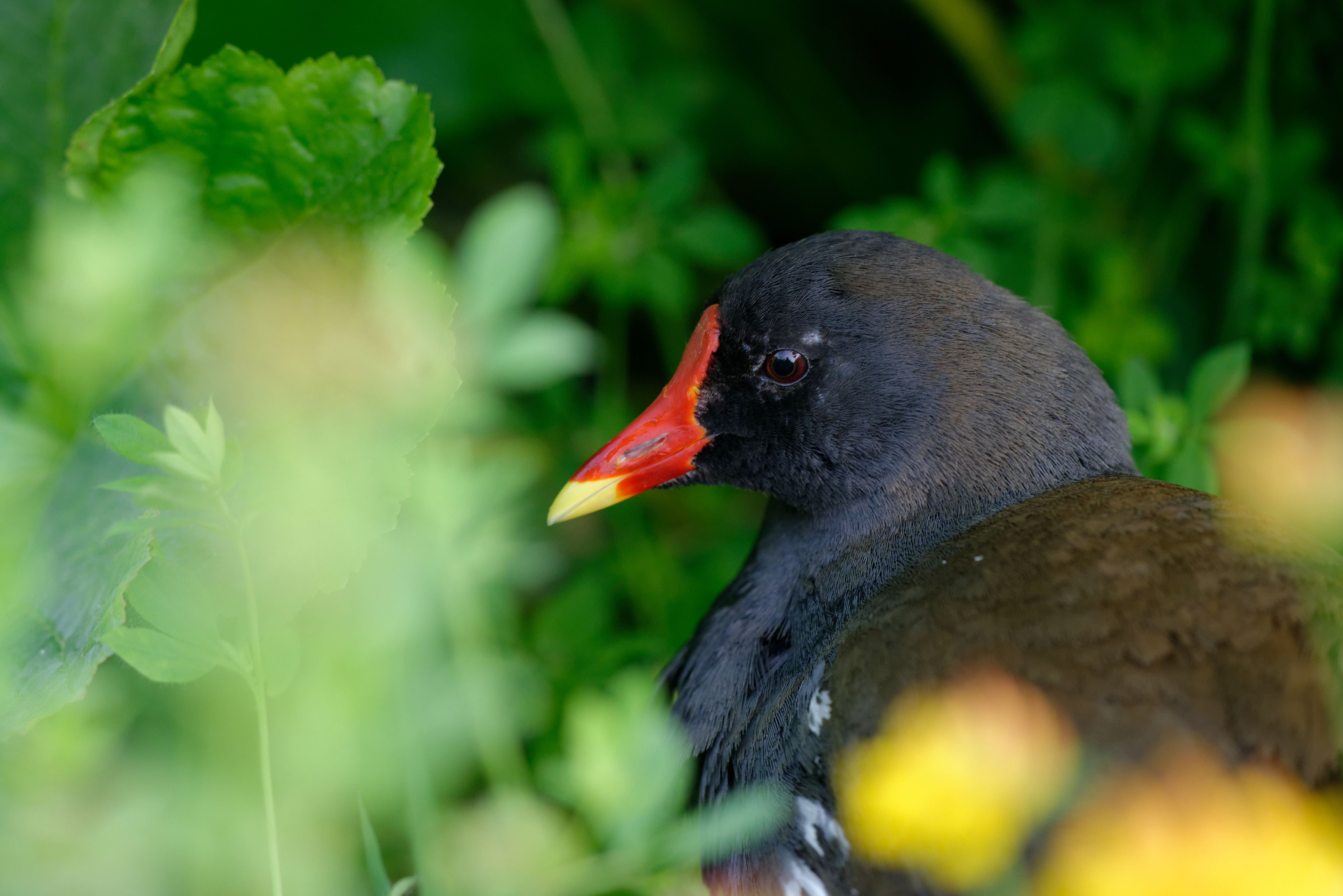
Gallina de agua

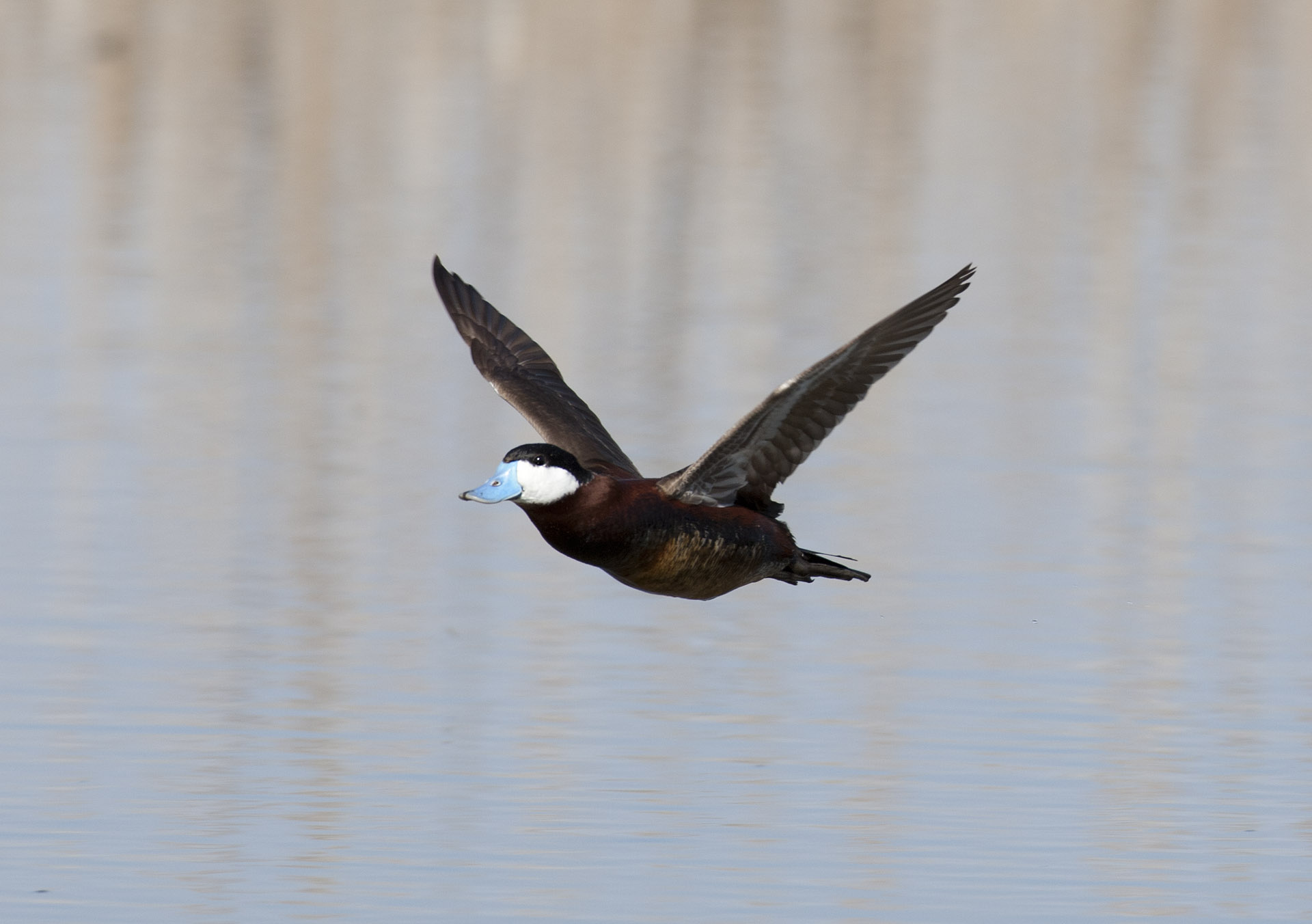
Pato canadiense durante la migración

La Laguna de la Herrera, además de ser popular en la sabana de Bogotá por ser uno de los humedales más grandes, es también conocida por la fauna que alberga. A pesar de no tener las condiciones del agua necesarias para la reproducción y la conservación de especies de peces, el humedal sigue siendo el hogar de muchas especies de animales Entre las que se destacan las aves, dentro de las que encontramos endémicas del altiplano cundiboyacense y aves migratorias; algunas de las especies registradas se encuentran en peligro de extinción. La caza deportiva llevada a cabo durante los años 1800 acabó con la mayoría de especies de patos y gansos que vivían en la zona y que pasaron de ser miles a cientos y que estuvieron a punto de desaparecer hasta que la caza se prohibió.
La siguiente es la lista de aves que se pueden encontrar en el humedal, dentro de las cuales destaca la tingua azul (Porphyrio martinica):
- Agelaius icterocephalus
- Anas discors
- Aythya affinis
- Botaurus pinnatus
- Bubulcus ibis
- Cochlearius cochlearius
- Colinus cristatus
- Egretta alba
- Egretta caerulea
- Elanus caeruleus
- Falco sparverius
- Gallinula chloropus
- Ixobrychus exilis
- Notiochelidon murina
- Nyctanassa violacea
- Oxyura jamaicensis
- Podilymbus podiceps
- Porphyrula martinica
- Pyrocephalus rubinus
- Rallus semiplumbeus
- Tringa flavipes
- Tigrisoma lineatum
- Tyrannus melancholicus
- Vanellus chilensis
- Carduelis spinescens
- Zonotrichia capensis
- Pheucticus ludovicianus
- Diglossa humeralis
- Setophaga fusca

Al igual que el humedal le brinda hogar a un sinnúmero de aves, también alberga algunas especies de reptiles, como la Serpiente Tierrera (Atractus crassicaudatus) y la Serpiente de Pantano (Erythrolamprus epinephelus) y algunas especies de anfibios como la Rana con Crema (Hyloxalus subpunctatus) y la Rana Sabanera (Hyla labialis). Es el hogar de varios mamíferos, lo que distingue al humedal por la cantidad de especies exóticas presentes, la mayoría de mamíferos son comunes de la sabana, pero aun existen registros de la presencia de comadrejas y curies que siguen viviendo en el humedal.

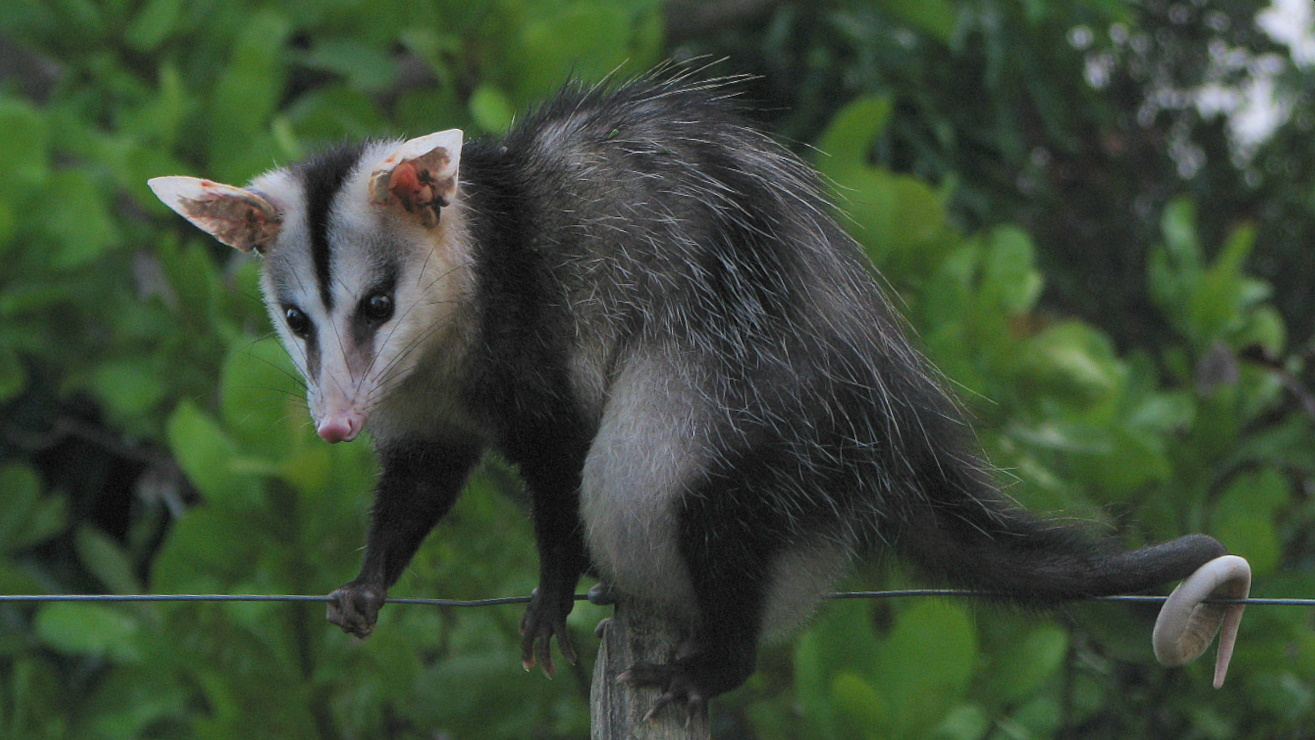
Chucha o Zarigüeya (Didelphis albiventris)
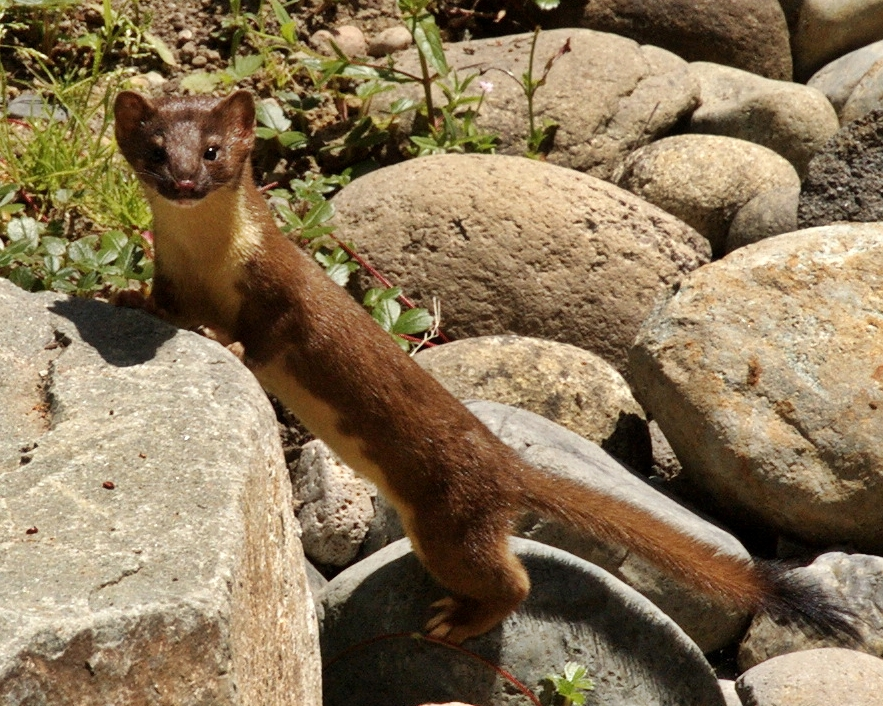
Comadreja (Mustela frenata)
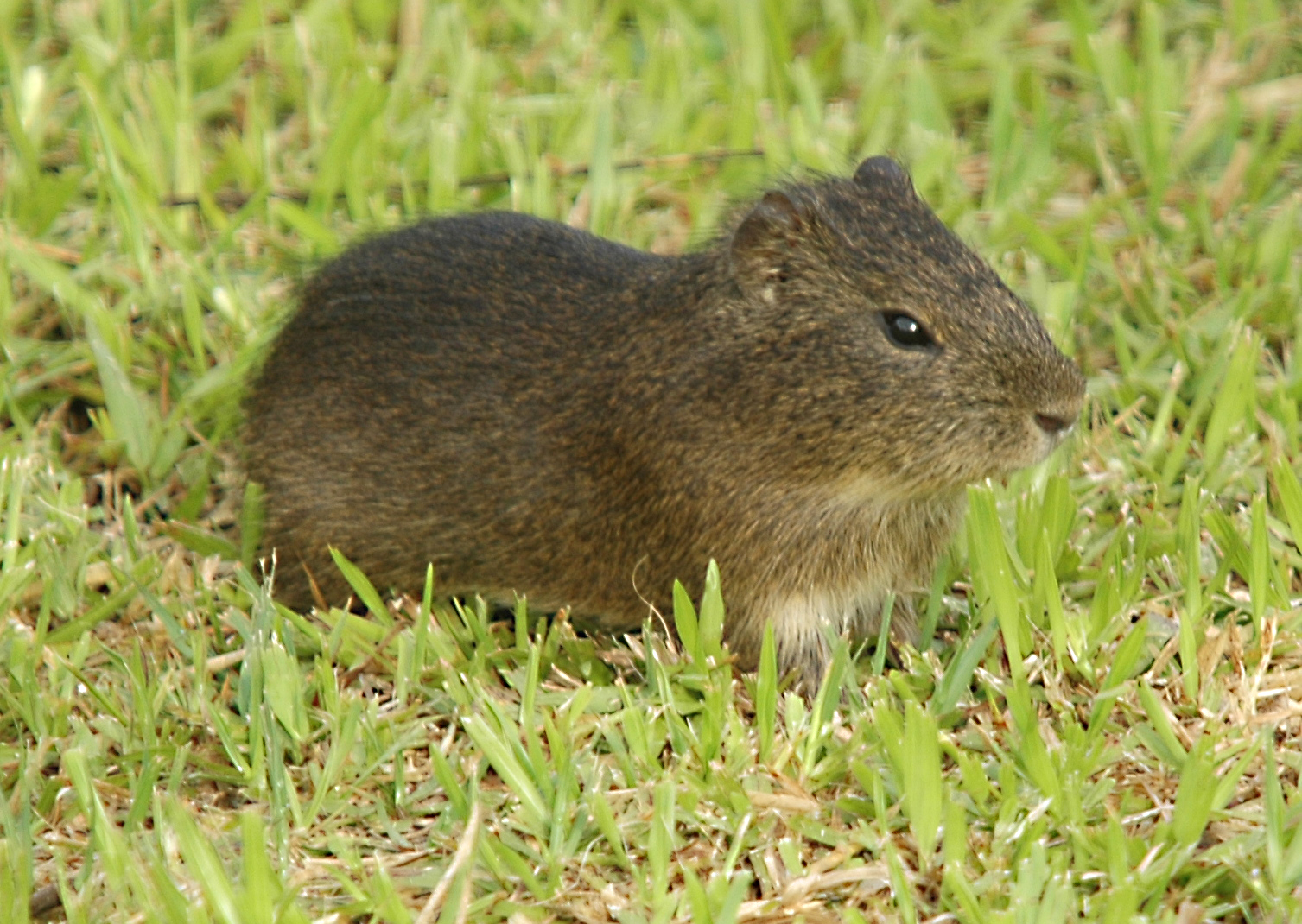
Curí (Cavia)
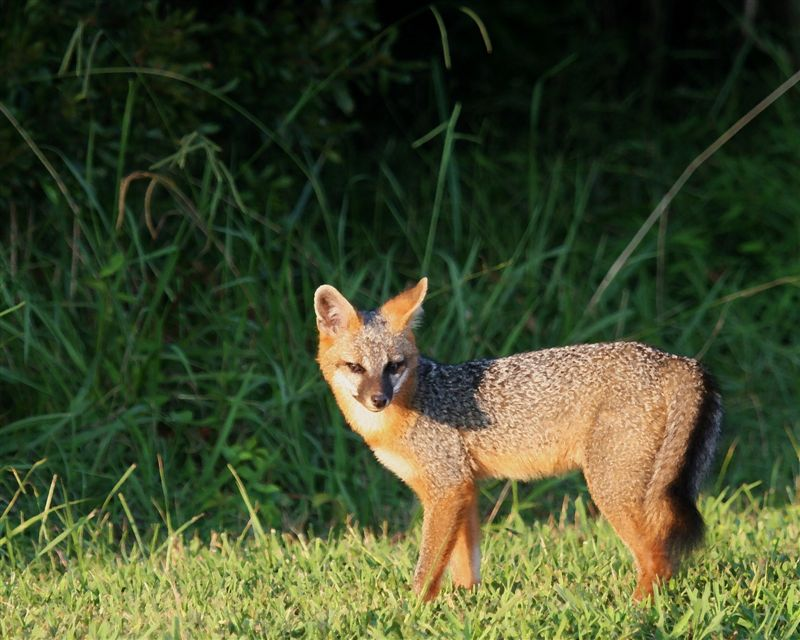
Zorro Gris (Urocyon cinereoargenteus)
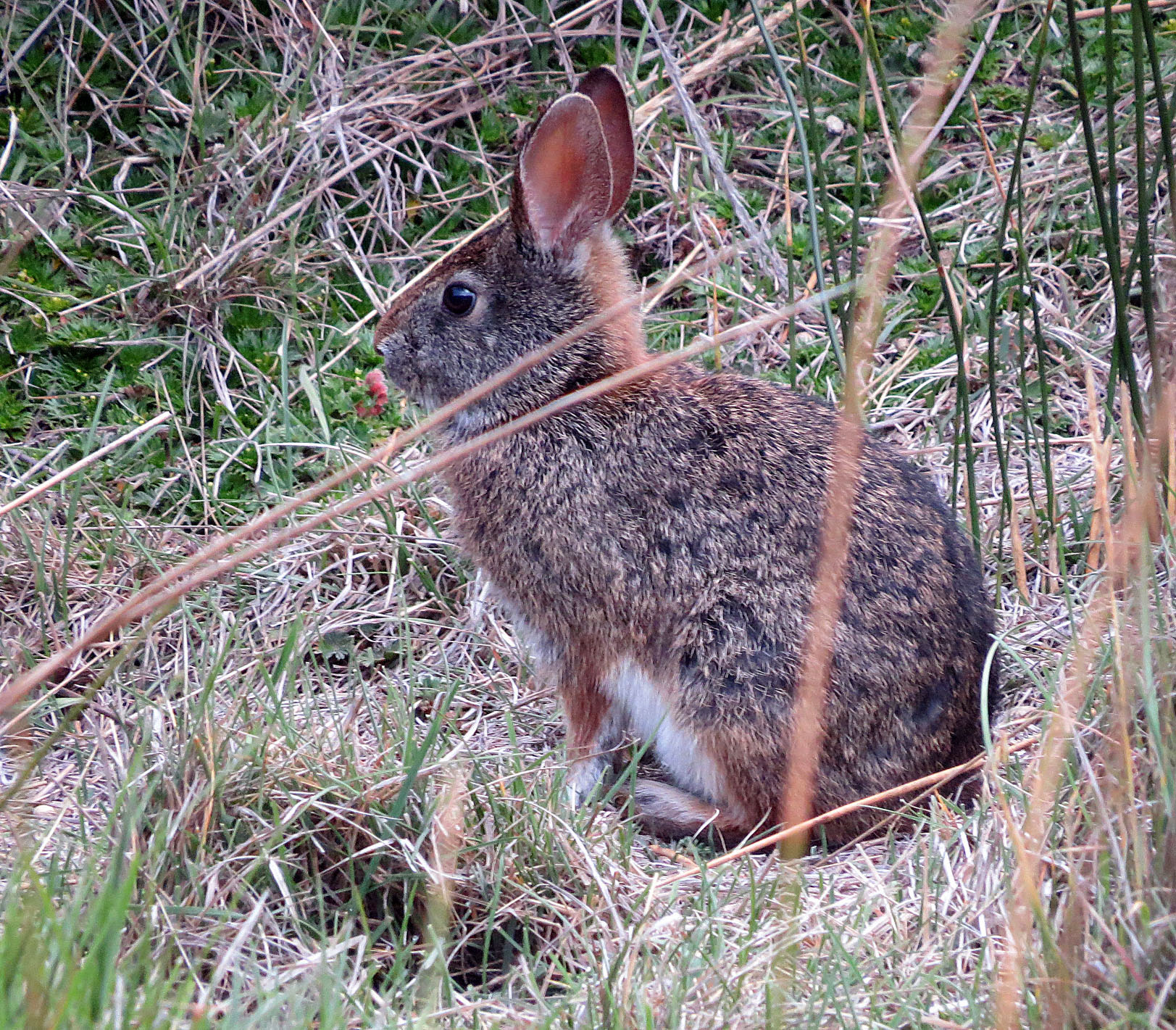
Conejo Salvaje (Sylvilagus brasiliensis)
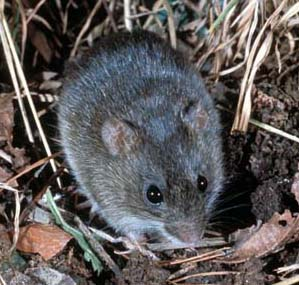
Ratón (Oryzomys)